# Trnava (rijeka)
Trnava (puno ime: Trnava Murska), hrvatska rijeka koja protječe Međimurskom županijom. Desni je pritok Mure, granične rijeke s Republikom Mađarskom. Cjeloviti naziv rijeke glasi Trnava Murska, dok, samo nekoliko kilometara od nje udaljen, postoji u susjednoj Sloveniji, uz granicu s Međimurjem, potok koji se zove Trnava Dravska, koji prolazi naseljem Dravsko Središče i nedaleko njega se ulijeva u rijeku Dravu, prije njenog ulaska na teritorij Hrvatske.

## Hidrografija
Trnava izvire kao živahan malen brdski potok na području bregovitog Gornjeg Međimurja, na nadmorskoj visini od oko 300 metara. Njen smjer kretanja u gornjem toku ide od sjevera prema jugu, ali nakon nekoliko kilometara, spuštajući se u ravnicu, skreće kod naselja Macinec prema istoku, dalje nastavlja uglavnom u tom smjeru, i ne radeći meandre, protječe najvećim dijelom toka nizinskim područjem Dolnjeg Međimurja, kao razmjerno mirna i spora rijeka. 
Uklopljena je u razgranat sustav rasteretnih kanala i retencija, kao mjere zaštite od poplava ili potreba navodnjavanja. Njena je razina, pogotovo u gornjem toku, povremeno iznimno niska, osobito u vrijeme dugotrajnih ljetnih sušnih razdoblja, ali u vrijeme većih oborina može narasti do ruba riječnog korita, odnosno nasipa, pa i poplavljivati u ekstremnim slučajevima.
Duljina cijele rijeke iznosi 46,9 kilometara i najveći dio njenog toka je reguliran, a sljevno područje obuhvaća oko 250 četvornih kilometara, pri čemu su oko 75 km2 brdske oborinske površine, a ostalo nizinske. S obzirom na nedovoljnu dubinu, kao i širinu na ušću od tek nekoliko (prosječno 5-6) metara, Trnava nije plovna. 
Cijelim svojim tokom Trnava prima u svoje korito vodu iz brojnih stalnih ili povremenih (bujičnih) vodotoka, među kojima su potoci Dragoslavec, Goričica, Pleškovec, Knezovec, Hrebec, Brezje, Boščak, Murščak, Korenatica, Kopanec, Sratka i drugi, od kojih je jedan dio reguliran, odnosno kanaliziran.

## Zemljopis
Izvirući kao potok na valovitom briježnom području sjeverozapadnog dijela Međimurske županije kod naselja Vukanovec u općini Gornji Mihaljevec, blizu razmeđe s naseljima Prekopa i Vugrišinec, Trnava najprije prolazi sjeverozapadnim i zapadnim dijelom županije. Spustivši se kod Macinca u nizinu, nastavlja prema središnjem i istočnom području županije, te prolazi redom kroz ili uz naselja Gornji Mihaljevec, Macinec, Nedelišće, Grad Čakovec, Štefanec, Mala Subotica, Palovec, Strelec, Držimurec i Turčišće.
Oko tri kilometra sjeveroistočno od naselja Goričan, dosežući širinu od nekoliko metara, utječe u rijeku Muru s njezine desne strane, na nadmorskoj visini od 140 metara. Posljednji je vodotok koji se s desne obale Mure ulijeva u tu rijeku prije njenog ušća u Dravu na lokaciji Veliki Pažut.
Premda blizu državne granice, i sa Slovenijom i s Mađarskom. Trnava se cijelim svojim tokom nalazi na teritoriju Republike Hrvatske. 

## Povijest
Nalazeći se danas između porječja dviju velikih rijeka, Mure i Drave, nekad je Trnava u donjem toku bila bliže rijeci Dravi i ulijevala se u nju, a ne u Muru, istočno od Donje Dubrave. Njena duljina bila je znatno veća, nego što je današnjih 46,9 kilometara. Kako su, međutim, i Drava i Mura, slijedom povremenih velikih poplava, kroz protekla stoljeća postupno pomicale svoja korita, i to Drava prema jugu, a Mura na tom dijelu svog toka prema jugozapadu, tako se dogodilo da je Mura u jednom trenutku presjekla Trnavu istočno od Goričana i stvorila njeno današnje ušće. Nekadašnji donji tok Trnave postao je slijepi rukavac i danas se zove Stara Trnava. Uklopljen je u sustav kanaliziranih potoka Bistreca i Rakovnice koji utječe u Dravu istočno od Donje Dubrave.
Značaj Trnave u prošlosti ogledao se, između ostalog u korištenju njene vode za punjenje opkopa Starog grada Zrinskih u Čakovcu, koji su neprijateljskoj vojsci branili pristup toj utvrdi i njenom izravnom kopnenom napadu na zidine. 
Sredinom 20. stoljeća Trnava još nije bila kvalitetno regulirana, pa je često uzrokovala poplave. Posljednja velika poplava u Čakovcu dogodila se 12. ožujka 1963. godine. Nedugo poslije toga izvršeni su veliki građevinsko-tehnički zahvati na njenom toku, tako da grad više nikad nije bio poplavljen.
Danas je uloga rijeke najvećim dijelom zaštitno-melioracijska, a tek na području njenog ušća u Muru pogodna je za športski ribolov.

## Galerija
- Trnava u gornjem toku (na slici most kod Gornjeg Mihaljevca) manji je potok
- Most na Trnavi kod željezničkog kolodvora u Čakovcu
- Nabujala Trnava u svom toku kroz Čakovec poslije obilnih kiša u rujnu 2014. godine
- Trnava kod Male Subotice
- Most na Trnavi kod Držimurca
- Novi most na Trnavi na autocesti kod Goričana
- Pogled na Trnavu s mosta kod Goričana

## Vanjske poveznice
- Područje sljeva rijeke Trnave  Arhivirana inačica izvorne stranice od 9. ožujka 2021. (Wayback Machine)
- Trnava izvire kao potočić u Gornjem Međimurju  Arhivirana inačica izvorne stranice od 14. ožujka 2014. (Wayback Machine)
- Karta općine Gornji Mihaljevec s gornjim tokom Trnave (Trnava Murska)  Arhivirana inačica izvorne stranice od 9. ožujka 2021. (Wayback Machine)
- Trnava se ulijeva u Muru kod Goričana
- Ušće Trnave atraktivno je za športski ribolov  Arhivirana inačica izvorne stranice od 10. listopada 2014. (Wayback Machine)
- Stara Trnava i ostali vodotoci Donjeg Međimurja nekad su bili bogati ribom  Arhivirana inačica izvorne stranice od 20. veljače 2015. (Wayback Machine)
- Godine 1963. Trnava je prouzročila katastrofalnu poplavu u gradu Čakovcu  Arhivirana inačica izvorne stranice od 4. ožujka 2016. (Wayback Machine)